# Lijst van Tweede Kamerleden 1853-1854
Lijst van Tweede Kamerleden 1853-1854 geeft een overzicht van de leden van de Nederlandse Tweede Kamer in de periode tussen de algemene verkiezingen van 1853 en de periodieke verkiezingen van 1854. De zittingsperiode van de Tweede Kamer ging in op 14 juni 1853 en eindigde op 17 september 1854.
De Tweede Kamer telde 68 leden, die gekozen werden in 38 districten. Zij werden gekozen voor een termijn van vier jaar; om de twee jaar werd de helft van de Tweede Kamer vernieuwd.
| Naam                                     | groepering                | district         | begindatum       | einddatum         | refs   |
| ---------------------------------------- | ------------------------- | ---------------- | ---------------- | ----------------- | ------ |
| Dirk van Akerlaken                       | liberalen                 | Hoorn            | 14 juni 1853     | 17 september 1854 | [ 2 ]  |
| Hubert van Asch van Wijck                | antirevolutionairen       | Utrecht          | 14 juni 1853     | 17 september 1854 | [ 3 ]  |
| Jean Baud                                | conservatieven            | Rotterdam        | 14 juni 1853     | 17 september 1854 | [ 4 ]  |
| Carolus Beens                            | thorbeckianen             | Tilburg          | 14 juni 1853     | 1 juni 1854       | [ 5 ]  |
| Carolus Beens                            | thorbeckianen             | Tilburg          | 11 juli 1854     | 16-09-1856 [ g ]  | [ 5 ]  |
| Jan Bieruma Oosting                      | conservatieven            | Leeuwarden       | 14 juni 1853     | 17 september 1854 | [ 6 ]  |
| Steven Blaupot ten Cate                  | liberalen                 | Groningen        | 14 juni 1853     | 16-09-1856 [ g ]  | [ 7 ]  |
| Willem Boreel van Hogelanden             | gematigde liberalen       | 's-Gravenhage    | 14 juni 1853     | 16-09-1856 [ g ]  | [ 8 ]  |
| Johannes Bosscha                         | conservatieven            | Amsterdam        | 14 juni 1853     | 17 september 1854 | [ 9 ]  |
| Pieter van Bosse                         | liberalen                 | Rotterdam        | 14 juni 1853     | 16-09-1856 [ g ]  | [ 10 ] |
| Johannes Bots                            | thorbeckianen             | Eindhoven        | 14 juni 1853     | 16-09-1856 [ g ]  | [ 11 ] |
| Willem de Brauw                          | conservatief-protestanten | Gouda            | 14 juni 1853     | 16-09-1856 [ g ]  | [ 12 ] |
| Isaäc ter Bruggen Hugenholtz             | thorbeckianen             | Dokkum           | 14 juni 1853     | 17 september 1854 | [ 13 ] |
| Justinus van der Brugghen                | antirevolutionairen       | Zutphen          | 14 juni 1853     | 17 september 1854 | [ 14 ] |
| Joannes van Deinse                       | conservatieven            | Goes             | 14 juni 1853     | 16-09-1856 [ g ]  | [ 15 ] |
| Isaäc Delprat                            | conservatieven            | 's-Gravenhage    | 11 juli 1854     | 17 september 1854 | [ 16 ] |
| Jacob Dirks                              | conservatieven            | Leeuwarden       | 14 juni 1853     | 16-09-1856 [ g ]  | [ 17 ] |
| Gustaaf Dommer van Poldersveldt          | conservatief-katholieken  | Nijmegen         | 14 juni 1853     | 16-09-1856 [ g ]  | [ 18 ] |
| Johannes Donker                          | conservatieven            | Hoorn            | 16 juni 1853     | 16-09-1856 [ g ]  | [ 19 ] |
| Daniël van Eck                           | thorbeckianen             | Middelburg       | 14 juni 1853     | 16-09-1856 [ g ]  | [ 20 ] |
| Pieter Elout van Soeterwoude             | antirevolutionairen       | Gorinchem        | 14 juni 1853     | 16-09-1856 [ g ]  | [ 21 ] |
| Willem Engelen                           | conservatieven            | Sneek            | 14 juni 1853     | 16-09-1856 [ g ]  | [ 22 ] |
| Cornelis van Foreest                     | conservatief-protestanten | Alkmaar          | 16 juni 1853     | 16-09-1856 [ g ]  | [ 23 ] |
| Siebert van Franck                       | conservatieven            | Amsterdam        | 16 juni 1853     | 17 september 1854 | [ 24 ] |
| Daniël Gevers van Endegeest              | conservatieven            | Leiden           | 14 juni 1853     | 16-09-1856 [ g ]  | [ 25 ] |
| Michel Godefroi                          | gematigde liberalen       | Amsterdam        | 14 juni 1853     | 16-09-1856 [ g ]  | [ 26 ] |
| Jan van Goltstein                        | conservatief-liberalen    | Utrecht          | 14 juni 1853     | 16-09-1856 [ g ]  | [ 27 ] |
| Guillaume Groen van Prinsterer           | antirevolutionairen       | Zwolle           | 14 juni 1853     | 17 september 1854 | [ 28 ] |
| Jan Heemskerk                            | thorbeckianen             | Haarlem          | 10 november 1853 | 17 september 1854 | [ 29 ] |
| Louis van Heiden Reinestein              | conservatieven            | Assen            | 14 juni 1853     | 16 oktober 1853   | [ 30 ] |
| Louis van Heiden Reinestein              | conservatieven            | Assen            | 12 december 1853 | 16-09-1856 [ g ]  | [ 30 ] |
| Johannes van der Heijde                  | liberalen                 | Eindhoven        | 15 mei 1854      | 25 juli 1854      | [ 31 ] |
| Johannes Hengst                          | liberalen                 | Boxmeer          | 14 juni 1853     | 16-09-1856 [ g ]  | [ 32 ] |
| Petrus van den Heuvel                    | liberalen                 | Eindhoven        | 14 juni 1853     | 30 maart 1854     | [ 33 ] |
| Cornelis Hoekwater                       | conservatieven            | Delft            | 14 juni 1853     | 16-09-1856 [ g ]  | [ 34 ] |
| Wolter van Hoëvell                       | thorbeckianen             | Almelo           | 14 juni 1853     | 16-09-1856 [ g ]  | [ 35 ] |
| Mari Hoffmann                            | conservatief-protestanten | Gouda            | 12 juli 1853     | 17 september 1854 | [ 36 ] |
| Herman Huguenin                          | liberalen                 | Sneek            | 24 juli 1854     | 17 september 1854 | [ 37 ] |
| Franciscus Jespers                       | thorbeckianen             | Tilburg          | 14 juni 1853     | 17 september 1854 | [ 38 ] |
| Jacobus de Kempenaer                     | conservatieven            | Tiel             | 14 juni 1853     | 17 september 1854 | [ 39 ] |
| Jacob van Lennep                         | conservatieven            | Steenwijk        | 14 juni 1853     | 16-09-1856 [ g ]  | [ 40 ] |
| Pieter de Lom de Berg                    | conservatief-katholieken  | Roermond         | 14 juni 1853     | 17 september 1854 | [ 41 ] |
| Johannes Luyben                          | conservatief-katholieken  | 's-Hertogenbosch | 14 juni 1853     | 17 september 1854 | [ 42 ] |
| Willem van Lynden                        | antirevolutionairen       | Arnhem           | 14 juni 1853     | 16-09-1856 [ g ]  | [ 43 ] |
| Æneas Mackay                             | antirevolutionairen       | Arnhem           | 14 juni 1853     | 17 september 1854 | [ 44 ] |
| Maximiliaan de Man                       | liberalen                 | Almelo           | 14 juni 1853     | 17 september 1854 | [ 45 ] |
| Karel Meeussen                           | thorbeckianen             | Breda            | 14 juni 1853     | 17 september 1854 | [ 46 ] |
| Joannes van Nispen van Sevenaer          | liberalen                 | Nijmegen         | 14 juni 1853     | 17 september 1854 | [ 47 ] |
| Johannes van der Poel                    | conservatieven            | Dordrecht        | 12 juli 1853     | 16-09-1856 [ g ]  | [ 48 ] |
| Johannes de Poorter                      | thorbeckianen             | 's-Hertogenbosch | 14 juni 1853     | 16-09-1856 [ g ]  | [ 49 ] |
| Frederik van Rappard                     | conservatieven            | Amersfoort       | 14 juni 1853     | 17 september 1854 | [ 50 ] |
| Johan van Reede van Oudtshoorn           | antirevolutionairen       | Amersfoort       | 14 juni 1853     | 16-09-1856 [ g ]  | [ 51 ] |
| Geert Reinders                           | liberalen                 | Zuidhorn         | 14 juni 1853     | 17 september 1854 | [ 52 ] |
| Julius Rijk                              | conservatieven            | 's-Gravenhage    | 23 juni 1853     | 2 mei 1854        | [ 53 ] |
| Jan Rochussen                            | conservatieven            | Alkmaar          | 14 juni 1853     | 17 september 1854 | [ 54 ] |
| Pieter Sander                            | conservatieven            | Dordrecht        | 14 juni 1853     | 17 september 1854 | [ 55 ] |
| Gerrit Schimmelpenninck                  | conservatieven            | Amsterdam        | 12 juli 1853     | 17 september 1854 | [ 56 ] |
| Willem Schimmelpenninck van der Oye      | conservatieven            | Zutphen          | 24 juni 1853     | 16-09-1856 [ g ]  | [ 57 ] |
| Jean Schuurbeque Boeije                  | conservatieven            | Zierikzee        | 14 juni 1853     | 17 september 1854 | [ 58 ] |
| Cornelis Sleeswijk Vening                | conservatieven            | Sneek            | 14 juni 1853     | 3 juni 1854       | [ 59 ] |
| Jan Slicher van Domburg                  | conservatieven            | Middelburg       | 14 juni 1853     | 17 september 1854 | [ 60 ] |
| Bartholomeus Sloet tot Oldhuis           | thorbeckianen             | Zwolle           | 14 juni 1853     | 16-09-1856 [ g ]  | [ 61 ] |
| Harm Stolte                              | conservatieven            | Amsterdam        | 14 juni 1853     | 16-09-1856 [ g ]  | [ 62 ] |
| Lambertus Storm                          | thorbeckianen             | Breda            | 27 juni 1853     | 16-09-1856 [ g ]  | [ 63 ] |
| Carel Storm van 's Gravesande            | conservatief-liberalen    | Deventer         | 14 juni 1853     | 16-09-1856 [ g ]  | [ 64 ] |
| Martin Strens                            | liberalen                 | Roermond         | 14 juni 1853     | 16-09-1856 [ g ]  | [ 65 ] |
| Pieter Taets van Amerongen tot Natewisch | conservatieven            | Leiden           | 14 juni 1853     | 17 september 1854 | [ 66 ] |
| Johan Rudolph Thorbecke                  | thorbeckianen             | Maastricht       | 14 juni 1853     | 16-09-1856 [ g ]  | [ 67 ] |
| Petrus van der Veen                      | conservatief-liberalen    | Assen            | 14 juni 1853     | 17 september 1854 | [ 68 ] |
| Willem van Voorst                        | conservatief-liberalen    | Haarlem          | 14 juni 1853     | 20 september 1853 | [ 69 ] |
| Rembertus Westerhoff                     | thorbeckianen             | Appingedam       | 14 juni 1853     | 16-09-1856 [ g ]  | [ 70 ] |
| Edmond van Wintershoven                  | thorbeckianen             | Maastricht       | 14 juni 1853     | 17 september 1854 | [ 71 ] |
| Willem Wintgens                          | conservatieven            | Delft            | 14 juni 1853     | 17 september 1854 | [ 72 ] |
| Jan Zijlker                              | thorbeckianen             | Appingedam       | 14 juni 1853     | 17 september 1854 | [ 73 ] |

1815-1818 ·
1818-1821 ·
1821-1824 ·
1824-1827 ·
1827-1830 ·
1830-1833 ·
1833-1836 ·
1836-1839 ·
1839-1842 ·
1842-1845 ·
1845-1848 ·
1848-1849 ·
1849-1850 ·
1850-1852 ·
1852-1853 ·
1853-1854 ·
1854-1856 ·
1856-1858 ·
1858-1860 ·
1860-1862 ·
1862-1864 ·
1864-1866 ·
1866 (sep) ·
1866-1868 ·
1868-1869 ·
1869-1871 ·
1871-1873 ·
1873-1875 ·
1875-1877 ·
1877-1879 ·
1879-1881 ·
1881-1883 ·
1883-1884 ·
1884-1886 ·
1886-1887 ·
1887-1888 ·
1888-1891 ·
1891-1894 ·
1894-1897 ·
1897-1901 ·
1901-1905 ·
1905-1909 ·
1909-1913 ·
1913-1917 ·
1917-1918 ·
1918-1922 ·
1922-1925 ·
1925-1929 ·
1929-1933 ·
1933-1937 ·
1937-1946 ·
1946-1948 ·
1948-1952 ·
1952-1956 ·
1956-1959 ·
1959-1963 ·
1963-1967 ·
1967-1971 ·
1971-1972 ·
1972-1977 ·
1977-1981 ·
1981-1982 ·
1982-1986 ·
1986-1989 ·
1989-1994 ·
1994-1998 ·
1998-2002 ·
2002-2003 ·
2003-2006 ·
2006-2010 ·
2010-2012 ·
2012-2017 ·
2017-2021 ·
2021-2023 ·
2023-heden
Overzicht historische zetelverdeling